# Linnaemya masiceroides
Linnaemya masiceroides är en tvåvingeart som beskrevs av Villeneuve 1935. Linnaemya masiceroides ingår i släktet Linnaemya och familjen parasitflugor.
Artens utbredningsområde är Kenya. Inga underarter finns listade i Catalogue of Life.